# Gull-Britt Jonasson
Maj Gull-Britt Agneta Jonasson, ogift Andersson, född 23 februari 1951 i Finja församling, dåvarande Kristianstads län, är ägare till och sedan 1989 koncernchef i Finja Betong. Hon är dotter till företagets grundare Kaj Andersson och bosatt utanför Båstad.
Jonasson började som ekonomiansvarig i Finja Betong 1970. 1985–1989 var hon VD för Tåstarp Block. 2002 blev hon av Dagens Industri utsedd till Årets företagare i Sverige. 2010 tilldelades hon Kungliga Patriotiska Sällskapets Näringslivsmedalj för framstående entreprenörskap som bidragit till svenskt näringslivs utveckling.
Hon är gift med Lars Jonasson och har två barn, Veronica Jensen och Tobias Jonasson. Veronica Jensen är engagerad marknadsföringen på Finja Betong.